# Демидова, Анна Степановна
А́нна Степа́новна Деми́дова (14 [26] января 1878, Череповец, Новгородская губерния — 17 июля 1918, Екатеринбург, Пермская губерния) — комнатная девушка императрицы Александры Фёдоровны (супруги Николая II), дворянка. Расстреляна большевиками вместе с царской семьёй.

## Биография

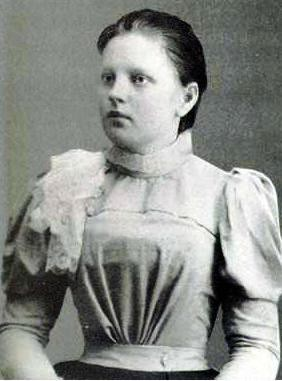
Анна Демидова

Родилась в Череповце. Её отец — мещанин Степан Александрович Демидов — был гласным Череповецкой городской думы и уездного земского собрания членов городской управы, а также председателем «Череповецкого общества взаимного от огня страхования». У Анны был брат (Н. Демидов — один из учредителей череповецкого «Дома трудолюбия», вносил деньги на его развитие, а также содержание училища и бесплатной столовой для бедных при нём) и сестра Елизавета (в 1910 году вышла замуж за выпускника ораниенбаумской школы прапорщиков Федора Михайловича Юткина, который был арестован в 1937 году и спустя пять лет погиб в лагере. Умерла в 1965 году в Череповце).
Училась в Леушинской школе. Знала несколько иностранных языков, играла на фортепиано.
По семейному преданию, императрица Александра Фёдоровна заинтересовалась её рукодельем на выставке рукодельных работ Леушинского монастыря в Ярославле, и таким образом Анна попала на службу комнатной девушки при царской семье в 1901 году.
За эту службу ей и её родственникам было пожаловано потомственное дворянство.
Авторы книги «Романовы. Судьба царской династии» Грег Кинг и Пенни Вильсон утверждают, что Анна Демидова была влюблена в учителя царских детей — англичанина Сиднея Гиббса, хотя источника этой информации не приводят.

## Ссылка и гибель

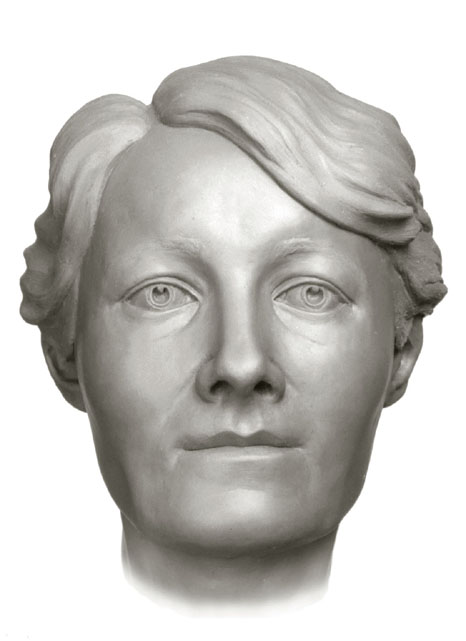
Скульптурная реконструкция по черепу, выполненная Сергеем Никитиным

После Февральской революции 1917 года осталась с царской семьёй и последовала за ними в ссылку в Тобольск, а затем — и в Екатеринбург.
Была убита вместе с семьёй Николая II и другими слугами в Екатеринбурге в ночь с 16 на 17 июля 1918 года в подвале дома Ипатьева. В момент расстрела пыталась защититься от пуль подушкой. Видимо, попавшие в неё пули отскакивали от бриллиантов, которые она предварительно зашила в платье, пытаясь таким образом сохранить драгоценности для царской семьи. Первые выстрелы не смогли убить её, и палачам пришлось её добивать. Известно, что она была высокого роста. Труп её даже приняли за тело императрицы.
Один из убийц пулемётчик А. Кабанов вспоминал:

Фрельна лежала на полу ещё живая. Когда я вбежал в помещение казни, я крикнул, чтобы немедленно прекратили стрельбу, а живых докончили штыками, но к этому времени в живых остались только Алексей и фрельна. Один из товарищей в грудь фрельны стал вонзать штык американской винтовки «Винчестер». Штык вроде кинжала, но тупой, и грудь не пронзал, а фрельна ухватилась обеими руками за штык и стала кричать, но потом её и трёх царских собак добили прикладами ружей.
Охранник А. Стрекотин вспоминал:

Тов. Ермаков, видя, что я держу в руках винтовку со штыком, предложил мне доколоть оставшихся в живых. Я отказался, тогда он взял у меня из рук винтовку и начал их докалывать. Это был самый ужасный момент их смерти. Они долго не умирали, кричали, стонали, передёргивались. В особенности тяжело умерла та особа — дама. Ермаков ей всю грудь исколол. Удары штыком он делал так сильно, что штык каждый раз глубоко втыкался в пол.

## Канонизация в РПЦЗ
В 1981 году Анна Демидова была вместе со всеми жертвами екатеринбургского убийства канонизирована Русской Православной Церковью за рубежом (наряду с семьёй Николая II тогда же были канонизированы находившиеся при ней слуги). Мотивом такого решения стали прецеденты канонизации жертв гонений на христиан, не принявших крещение (например, язычников, присоединявшихся к христианам во время казни — см. Сорок Севастийских мучеников).
Русская православная церковь Московского патриархата, канонизируя в 2000 году царскую семью, не упомянула в своём решении остальных жертв, в том числе Анну Демидову.

## Перезахоронение останков в Петропавловском соборе Санкт-Петербурга
17 июля 1998 года внучатая племянница Анны Демидовой — Наталия Демидова — присутствовала на церемонии захоронения останков царской семьи и их слуг в Петропавловском соборе Санкт-Петербурга.

## Реабилитация
16 октября 2009 года Генеральная прокуратура Российской Федерации приняла решение о реабилитации 52 приближённых царской семьи, подвергшихся репрессиям, в том числе Анны Демидовой.

## Память
В марте 2012 года череповецкая газета «Речь» сообщила о планируемом увековечении памяти об Анне Демидовой. На доме, в котором она провела детство и юность (Советский проспект, 31 — бывший Воскресенский проспект) будет установлена мемориальная доска:

Здесь родилась и провела детство Анна Степановна Демидова (дата уточняется 1878 — 17.07.1918). Горничная последней российской императрицы Александры Фёдоровны сохранила верность своим убеждениям, добровольно осталась с семьёй Николая II и претерпела вместе с нею мученическую кончину 17.07.1918 в Екатеринбурге. Канонизирована Русской Православной Церковью за границей в 1981 г. — предварительный текст для мемориальной доски